# ميلكو غايدارسكي
ميلكو غايدارسكي (بالبلغارية: Милко Гайдарски)‏ مواليد 18 مارس 1946 في صوفيا - الوفاة 23 ديسمبر 1989 في صوفيا، كان لاعب كرة قدم بلغاري كان يلعب في مركز الدفاع. سبق له أن لعب في كأس العالم لكرة القدم مع منتخب بلاده في مونديال عام 1970م. فاز بميدالية أوليمبية في مسابقة كرة القدم في دورة الألعاب الأولمبية 1968م.

## المسيرة الاحترافية

### أندية لعب لها
- سبارتك صوفيا
- ليفسكي صوفيا

## وصلات خارجية
- ميلكو غايدارسكي على موقع الاتحاد الدولي (مؤرشف)  (الإنجليزية)
- ميلكو غايدارسكي على موقع قاعدة بيانات كرة القدم.إي يو (الإنجليزية)
- ميلكو غايدارسكي على موقع ناشيونال فوتبول تيمز (الإنجليزية)
- ميلكو غايدارسكي على موقع عالم كرة القدم.نت (الإنجليزية)
- ميلكو غايدارسكي على موقع أوليمبيديا (الإنجليزية)

- FIFA profile
- Profile at levskisofia.info